# Nsanje

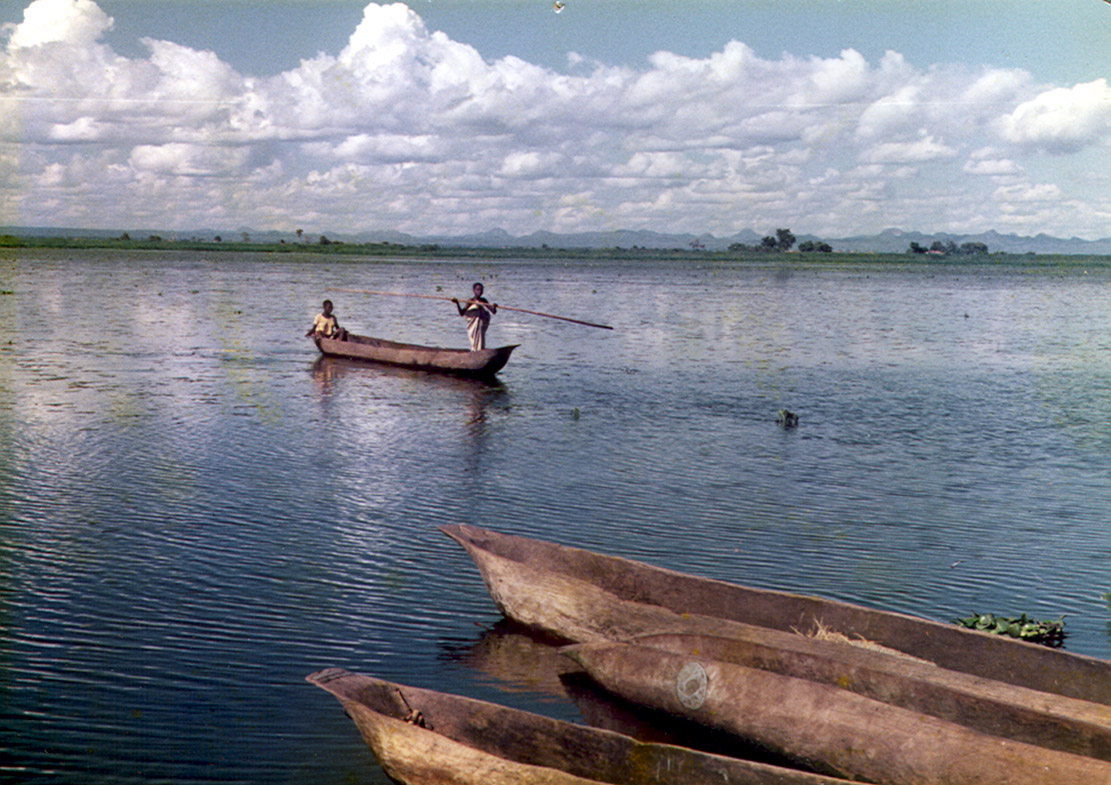
Die Ndindemarsch bei Nsanje, im Hintergrund die Kette der Likoma-Berge in Mosambik

Nsanje (früherer Name: Port Herald) ist eine Stadt am Nordende der Ndinde-Marsch des Shire-Flusses in Malawi. Nsanje hat 26.944 Einwohner (Volkszählung 2018). Sie ist Hauptstadt des gleichnamigen Distrikts, der 1942 km² groß ist und 194.924 Einwohner hat. Nsanje ist ein regionales wirtschaftliches Zentrum, da es hier einen Bahnhof der Bahnstrecke Beira–Blantyre gibt. Die Stadt verfügt über eine 1000-Meter-Flugpiste. Im Oktober 2010 wurde am Shire-Fluss ein Binnenhafen eingeweiht, der über den Sambesi an den Indischen Ozean angeschlossen ist. Dieser soll die Import- und Exportkosten des Binnenstaats senken.
Nsanje liegt im Marschgebiet des Shire, jedoch auch am Nordrand einer semi-ariden Zone. Die meisten Häuser der Stadt sind Lehmhäuser. Der Ort liegt an einer Engstelle zwischen höheren Bergen und Marsch, deren Bewohner sich hier versorgen. Hier führen nicht nur Schotterstraße und Bahnstrecke entlang, auch viele Täler münden im Gebiet um Nsanje. Asphaltierte Straßen gibt es in Nsanje nicht.
Der Süden Malawis gilt als seit Jahrzehnten vernachlässigt. Das liegt nicht nur an der im Bürgerkrieg in Mosambik gesprengten Sambesibrücke und damit an der unterbrochenen Verkehrsverbindung an die Hafenstadt Beira, sondern auch an der politisch schwierigen Grenzlage. Bis an den Sambesi in Mosambik ist der Malawi-Kwacha allgemeines Zahlungsmittel. Aus einem Umkreis von 50 Kilometer kommen die Menschen in das Krankenhaus von Nsanje. Viele Mosambikaner nutzen auch die Kirchen und Moscheen, den Markt und die Dienstleistungen in Nsanje.
Bei Nsanje wurden Keramiken der Longwe-Kultur gefunden, die im Kontext mit dem frühen Munhumutapa-Reich interpretiert werden, dessen Kernland keine 100 Kilometer entfernt im Mazoe-Tal liegt, das über die schiffbaren Flüsse Shire, Sambesi und Mazoe leicht erreichbar ist.